# Apeadero Ingeniero Echagüe
El apeadero Ingeniero Echagüe era una pequeña estación ferroviaria del ramal Sáenz Peña - Villa Luro, enlace entre el Ferrocarril Buenos Aires al Pacífico (actual San Martín) y el Ferrocarril Oeste (actual Sarmiento).

## Ubicación
Se encontraba en la intersección de las calles Arregui e Irigoyen en el barrio porteño de Versalles.

## Combinaciones
A cuatro cuadras del apeadero se encontraba la estación Versailles del Ferrocarril Oeste.

## Servicios
Era estación intermedia del ramal de pasajeros Sáenz Peña - Villa Luro. El servicio fue suspendido en 1938 y el trazado desmantelado en 1942.

## Galería

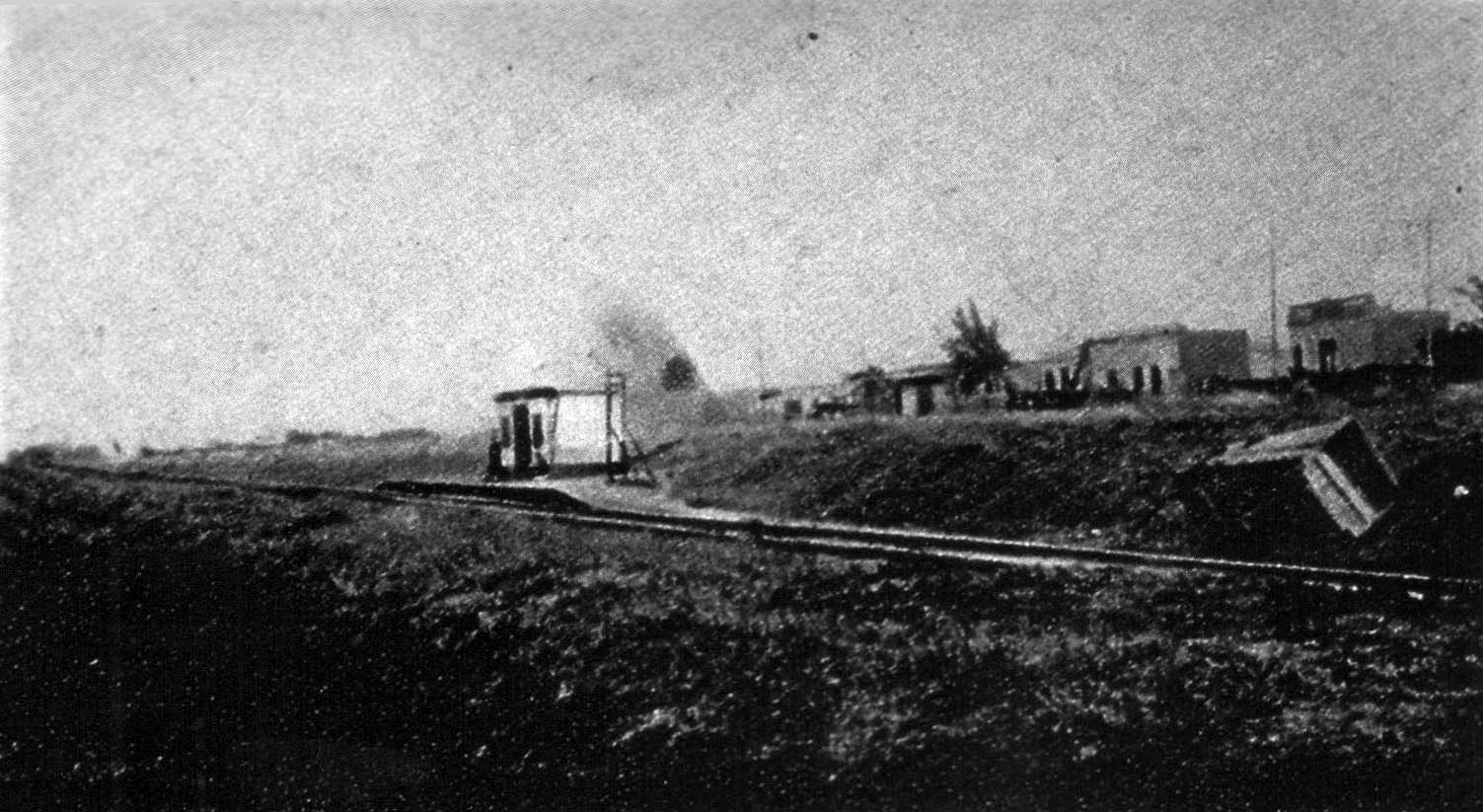
Panorama general
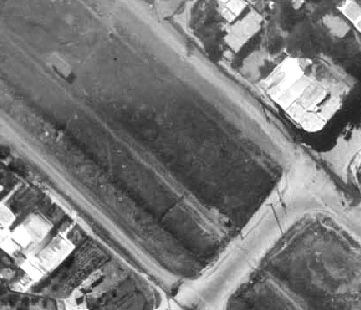
Vista aérea